# Jun Kunimura
Jun Kunimura (國村 隼?, Kunimura Jun; Kumamoto, 16 novembre 1955) è un attore giapponese.

## Biografia
Kunimura nacque Yoshihiro Yonemura (米村 喜洋 Yonemura Yoshihiro) a Yatsushiro, nella prefettura di Kumamoto, ma la sua famiglia si trasferì ad Amagasaki, nella prefettura di Hyōgo, poco dopo, prima di trasferirsi di nuovo a Osaka quando aveva due anni. Si è laureato in un programma teatrale gestito dalla Osaka Broadcasting Corporation, una compagnia teatrale di proprietà e gestita da un'affiliata locale della NHK. Ha citato l'attore Yūsaku Matsuda come un'influenza.

## Carriera
Kunimura ha iniziato la sua carriera di attore con una piccola parte nel film catastrofico del 1973 di Shirō Moritani Pianeta Terra: anno zero. Ha continuato ad apparire nei drammi televisivi Ayu no Uta e Yôi don, prima di avere il suo primo ruolo da protagonista in Gaki Teikoku di Kazuyuki Izutsu. Tra la fine degli anni '80 e l'inizio degli anni '90, è apparso in una serie di film prodotti a Hong Kong, tra cui un ruolo cameo di primo piano in Hard Boiled di John Woo, come un pistolero della Triade nella sparatoria di apertura del film. Nel 1989 ha recitato nel suo primo film americano, Black Rain - Pioggia sporca. Il film d'azione Yakuza diretto da Ridley Scott è stato girato nella città natale di Kunimura, Osaka, e interpretato dal suo mentore Yūsaku Matsuda.
Kunimura è conosciuto a livello internazionale per il suo lavoro con registi occidentali come Ridley Scott, Quentin Tarantino e Roland Emmerich. Ha collaborato con importanti registi giapponesi come Takashi Miike, Lee Sang-il, Hideaki Anno e Ryūhei Kitamura. Nel 2016 ha recitato nel film horror coreano di Na Hong-jin Goksung - La presenza del diavolo, che gli è valso il plauso della critica e del pubblico. Gli è valso il premio come miglior attore non protagonista e il premio Popular Star alla 37ª edizione dei Blue Dragon Film Awards, diventando così il primo attore non coreano e giapponese ad essere nominato per il premio. Nella sua carriera ha anche partecipato al doppiaggio di ben due film di Hayao Miyazaki: Si alza il vento, del 2013, e Il ragazzo e l'airone , del 2023.

## Filmografia

### Cinema
- Pianeta Terra: anno zero (Nihon chinbotsu), regia di Shirō Moritani (1973)
- Black Rain - Pioggia sporca (Black Rain), regia di Ridley Scott (1989)
- Hard Boiled, regia di John Woo (1992)
- Moe no suzaku, regia di Naomi Kawase (1997)
- Audition, regia di Takashi Miike (1999)
- Chaos (Kaosu) di Hideo Nakata (2000)
- Ichi The Killer, regia di Takashi Miike (2001)
- Tomie: Forbidden Fruit (Tomie: Saishuu-shô - kindan no kajitsu), regia di Shun Nakahara (2002)
- Kill Bill: Volume 1, regia di Quentin Tarantino (2003)
- Kill Bill: Volume 2, regia di Quentin Tarantino (2004)
- 69, regia di Lee Sang-il (2004)
- Vital ((ヴィタール), regia di Shin'ya Tsukamoto (2004)
- Gojira - Final Wars, regia di Ryūhei Kitamura (2004)
- Hana yori mo naho (花よりもなほ), regia di Hirokazu Kore-eda (2006)
- Nihon chinbotsu, regia di Shinji Higuchi (2006)
- Seta (Silk), regia di François Girard (2007)
- Team Batista no eiko, regia di Ueda Hisashi (植田尚), Imai Kazuhisa (2008)
- Kakushi toride no san akunin, regia di Shinji Higuchi (2008)
- K-20: Legend of the Mask, regia di Shimako Satō (2008)
- Outrage, regia di Takeshi Kitano (2010)
- Father and Son (そして父になる?, Soshite Chichi ni Naru), regia di Hirokazu Kore'eda (2013)
- Si alza il vento (風立ちぬ|Kaze tachinu) regia di Hayao Miyazaki (2013) - Hattori (Voce)
- Yurusarezaru mono, regia di Lee Sang-il (2013)
- Yokomichi Yonosuke, regia di Shuichi Okita (2013)
- Why Don't You Play In Hell?, regia di Sion Sono (2013)
- Shingeki no kyojin - Attack on Titan (進撃の巨人 ATTACK ON TITAN), regia di Shinji Higuchi (2015)
- Goksung - La presenza del diavolo regia di Na Hong-jin (2016)
- Shin Godzilla (シン・ゴジラ Shin Gojira), regia di Hideaki Anno e Shinji Higuchi (2016)
- Chihayafuru Part 1, regia di Norihiro Koizumi (2016)
- Chihayafuru Part 2, regia di Norihiro Koizumi (2016)
- Manhunt, regia di John Woo (2017)
- Fullmetal Alchemist (鋼の錬金術師 Hagane no Renkinjutsushi), regia di Fumihiko Sori (2017)
- Chihayafuru Part 3, regia di Norihiro Koizumi (2016)
- Midway, regia di Roland Emmerich (2019)
- Il caso Minamata (Minamata), regia di Andrew Levitas (2020)
- Kate, regia di Cedric Nicolas-Troyan (2021)
- The Roundup: No Way Out, regia di Lee Sang-yong (2022)
- Il ragazzo e l'airone (君たちはどう生きるか|Kimi-tachi wa dō ikiru ka), regia di Hayao Miyazaki (2023) - Re Parrocchetto (Voce)

### Televisione
- Aikotoba wa Yūki – serie TV, (2000)
- Andō Natsu – serie TV, (2008)
- Saka no Ue no Kumo – serie TV, (2009)
- Carnation – serie TV, (2012)
- Taira no Kiyomori – serie TV, (2012)
- Alice no Toge – serie TV, (2014)
- Keisei Saimin no Otoko Part 3 – film TV, (2015)
- Shizumanu Taiyō – serie TV, (2016)
- Ishikawa Goemon – serie TV, (2016)
- Hello, Detective Hedgehog – serie TV, (2017)
- Il regista nudo – serie TV, (2019–2021)
- Gift of Fire – serie TV, (2020)
- Bullets, Bones and Blocked Noses – miniserie TV, (2021)[3]
- Japan Sinks: People of Hope – serie TV, (2021)[4]
- Isoroku Yamamoto in London – film TV, (2021)[5]
- The 13 Lords of the Shogun – serie TV, (2022)[5]
- Modern Love Tokyo – serie TV, (2022)[5]
- Trillion Game – serie TV, (2023)[5]

## Doppiatori italiani
Nelle versioni in italiano nelle opere in cui ha recitato, Jun Kunimura è stato doppiato da:
- Ambrogio Colombo in Il caso Minamata, Kate
- Silvano Piccardi in Audition
- Gino La Monica in Ichi the Killer
- Gerolamo Alchieri in Outrage
- Germano Longo in Goksung - La presenza del diavolo
- Oliviero Dinelli in Shin Godzilla
- Stefano Mondini in Manhunt

Da doppiatore è sostituito da:
- Ugo Maria Morosi in Si alza il vento
- Dario Oppido in Il ragazzo e l'airone

## Premi e nomination
| Anno | Premio                                     | Categoria                       | Opera nominata | Risultato |
| ---- | ------------------------------------------ | ------------------------------- | -------------- | --------- |
| 2016 | 37ª edizione dei Blue Dragon Film Awards   | Miglior attore non protagonista | Il Lamento     | Vinto     |
| 2016 | 37ª edizione dei Blue Dragon Film Awards   | Premio Stella Popolare          | Il Lamento     | Vinto     |
| 2016 | 25° Buil Film Awards                       | Miglior attore non protagonista | Il Lamento     | Nominato  |
| 2017 | 11ª edizione dei Premi del cinema asiatico | Miglior attore non protagonista | Il Lamento     | Nominato  |